# Sannina cryptiformis
Sannina cryptiformis är en fjärilsart som beskrevs av Walker 1856. Sannina cryptiformis ingår i släktet Sannina och familjen glasvingar. Inga underarter finns listade i Catalogue of Life.